# Xã Saline, Quận Cleveland, Arkansas
Xã Saline (tiếng Anh: Saline Township) là một xã thuộc quận Cleveland, tiểu bang Arkansas, Hoa Kỳ. Năm 2010, dân số của xã này là 82 người.